# Shenfield
Ej att förväxla med Sheffield.
Shenfield är en ort i unparished area Brentwood, i distriktet Brentwood, i grevskapet Essex, i England. Orten är belägen 7 km från Billericay. Shenfield var en civil parish fram till 1934 när blev den en del av Brentwood och Mountnessing. Civil parish hade 3 501 invånare år 1931. Byn nämndes i Domedagsboken (Domesday Book) år 1086, och kallades då Scenefelda.